# テキサスの五人の仲間
『テキサスの五人の仲間』（テキサスのごにんのなかま、A Big Hand for the Little Lady）は、1966年のアメリカ合衆国の映画。町の富豪5人が1年に1度行う大金を賭けたポーカーの行方を描くコメディ西部劇。
1962年に放映されたテレビドラマ『ビッグ・ディール・イン・ラレド』を映画化した作品。シドニー・キャロルの脚本に基づいてフィールダー・クックが製作・監督。主演はヘンリー・フォンダ。なおチャールズ・ビックフォードは本作が最後に出演した映画となった。

## ストーリー
1896年、裕福な5人の男たちが年に1度のポーカーゲームのために酒場の奥の部屋にこもっていた。
翌日もゲームは続いていたが、ギャンブルをやめると誓った気弱な農夫メレディスが妻のメアリーと幼い息子ジャッキーを連れて町にやってくる。メアリーが壊れた荷馬車を修理しに行く間、メレディスは男たちがトランプをするのを眺めていた。誘惑に抗えず、メレディスは農場の金を持ってゲームに参加するが、メアリーが戻ってくる頃にはゲームを続けるためにさらに500ドル必要になっていた。興奮と緊張、それにメアリーの憤りが重なり、メレディスは心を痛め、倒れてしまう。
スカリー医師が呼び出されメレディスはゲームから外されるが、その前に彼はメアリーに自分の手札を託しプレイするように頼む。ポーカーについて何も知らないメアリーだが、家族のお金を守るために毅然とした態度で参加する。彼女はポーカーの手を担保にして、銀行家に融資を依頼するが...。

## キャスト
※括弧内は日本語吹替（初回放送1970年5月17日『日曜洋画劇場』）
- メレディス：ヘンリー・フォンダ（小山田宗徳）
- メアリー：ジョアン・ウッドワード（三木弘子）
- ヘンリー・ドラモンド：ジェイソン・ロバーズ（久松保夫）
- C・P・バリンジャー：ポール・フォード（早野寿郎）
- ベンソン・トロップ：チャールズ・ビックフォード（小林昭二）
- スカリー医師：バージェス・メレディス（寄山弘）
- オットー・ハバショー：ケヴィン・マッカーシー（大塚周夫）
- デニス・ウィルコックス：ロバート・ミドルトン（滝口順平）
- ジェシー・ビュフォード：ジョン・クォーレン（槐柳二）
- ジャッキー：ジェラルド・ミシェノー（野沢雅子）
- サム・ライン：ジェームズ・キニー（富田耕生）
- トビー：アレン・コリンズ（緑川稔）
- ピート：ジム・ボールズ（北村弘一）
- ドラモンド夫人：バージニア・グレッグ（稲葉まつ子）
- サルーンの老人：チェスター・コンクリン（和久井節緒）
- クレイグ夫人：メイ・クラーク
- オウニー・プライス：ネッド・グラス
- ストライブリング氏：ジェームズ・グリフィス
- スパロウ：ノア・キーン（渡部猛）
- フリーソン：ミルトン・セルツァー（勝田久）
- ケビン・マッケンジー：パーシー・ヘルトン
- アーサー：ウィリアム・コート（野田圭一）

## スタッフ
- 監督・製作：フィールダー・クック
- 脚本：シドニー・キャロル
- 撮影：リー・ガームス
- 編集：ジョージ・R・ローズ
- 音楽：デイヴィッド・ラクシン